# Roser Pecanins Vallès
Roser Pecanins Vallès (Banyoles, 1936) és dirigent d'entitats relacionades amb l'esport adaptat.
Va ser una de les fundadores i la primera presidenta de la Federació Esportiva Catalana Paralítics Cerebrals des del seu naixement com a Agrupació Esportiva (1991) fins a la seva legalització total com a federació (2002). Durant els seus onze anys de presidència, la federació va anar obrint-se camí per passar de ser una entitat minoritària a poder fer front a un futur prometedor en benefici de tot l'esport adaptat de Catalunya, es van organitzar vuit campionats estatals i es van crear diverses seleccions catalanes. La pionera va ser la de futbol, que va debutar l'any 1999 al Campionat d'Espanya celebrat a Vilafranca del Penedès. A aquesta, li va seguir la de boccia, que va obtenir dos podis en els seus dos primers anys, i després la d'eslàlom en cadira de rodes, que l'any 2002 es va proclamar campiona d'Espanya. Va viure la celebració de tres Jocs Paralímpics en els quals van participar deu esportistes, a banda dels molts que van ser seleccionats per participar en altres partits i campionats de nivell internacional. Malgrat haver deixat la presidència de la federació el 2002, n'és la presidenta honorífica. Des de 1997 també és membre de la junta directiva de l'Associació Esclat i responsable de la seva comissió d'esports, i de la Junta de l'Associació de Dirigents de l'Esport Català.